# Halosarcia lylei
Halosarcia lylei là loài thực vật có hoa thuộc họ Dền. Loài này được (Ewart & White) Paul G. Wilson mô tả khoa học đầu tiên năm 1980.